# Mojca Drčar Murko

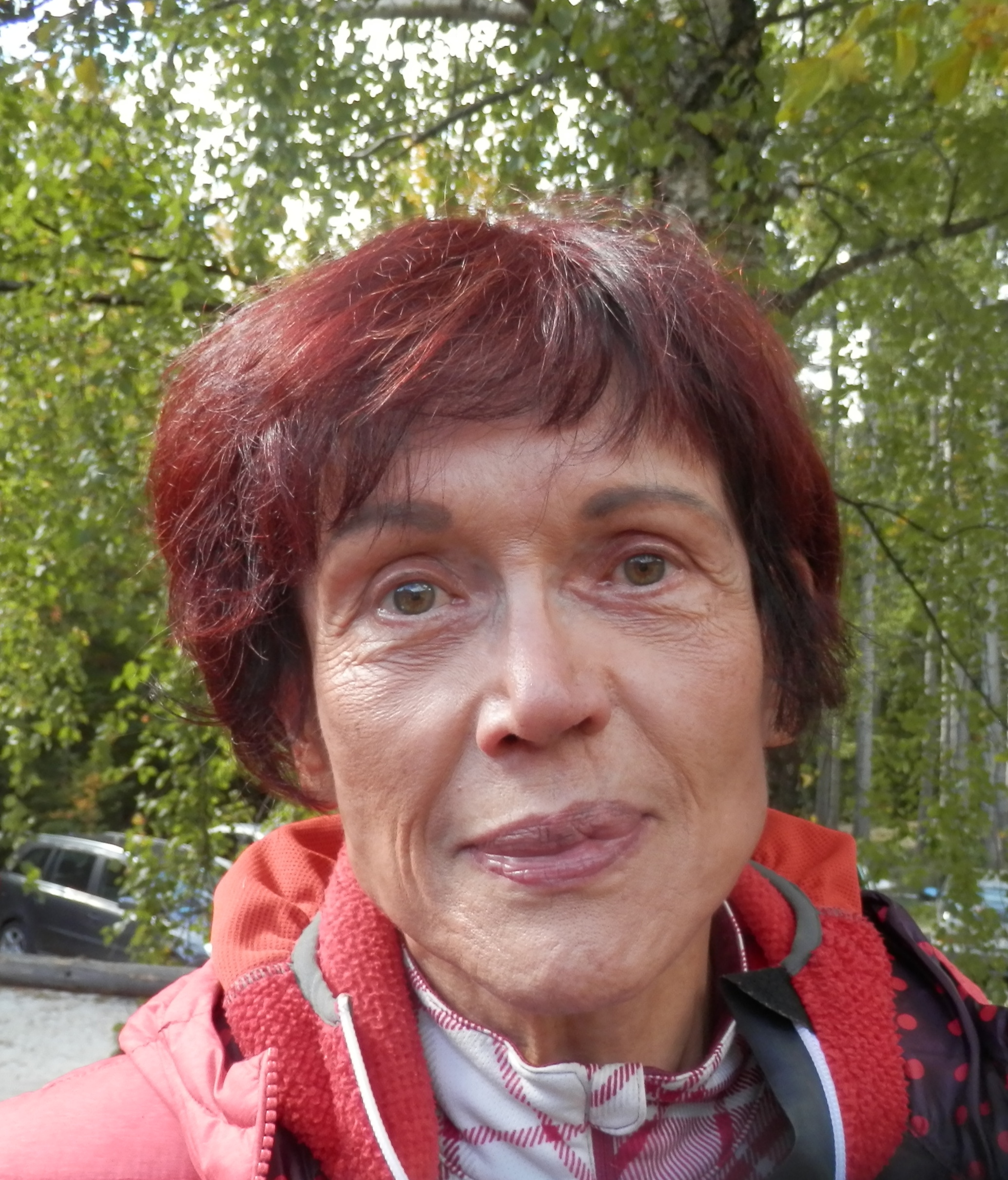
Mojca Drčar Murko

Mojca Drčar Murko (* 2. Juli 1942 in Ljubljana) ist eine slowenische Politikerin der LDS.
Murko legte 1965 das Diplom an der Juristischen Fakultät der Universität Ljubljana ab und erwarb 1973 den Titel des Magisters im Öffentlichen Recht und Zivilrecht an der Juristischen Fakultät der Universität Zagreb. Von 1974 bis 1976 war sie Vorsitzende des Ehrengerichts des Slowenischen Journalisten-Verbandes. Daraufhin war sie als Auslandskorrespondentin für die Zeitung Delo tätig, zunächst in Bonn, später in Rom und zuletzt in Wien. Von 2004 bis 2009 war sie Mitglied des Europäischen Parlaments.